# Политология религии
Политоло́гия рели́гии — одна из новейших политологических дисциплин, она появилась в последние десятилетия XX века.

## Области исследования
Основными направлениями политологии религии, которые находятся в постоянном развитии, являются:
- Всё то, что в рамках религиозного учения и религиозной практики, имеет непосредственно политическое содержание и заказ. Например: религиозное понимание власти, силы, политического авторитета, государства, политической организации, войны, мира и т. д.
- Всё то, что в рамках религиозного поведения и религиозной практики, не имеет непосредственно политического содержания и заказа, но имеет непосредственные политические последствия. Например: строительство объектов религиозного назначения, паломничества.
- Позиция субъекта политики в более узком смысле по отношению к религии и религиозным объединениям. Например: позиции политических партий и групп, направленные на оказание давления на религию и религиозные объединения.
- Всё то, что в рамках как будто совершенно дружественного поведения, не имеющего религиозного мотива, вызывает религиозные последствия. Например, в случае, если в каком-либо конфессиональном сообществе приверженцы одной религии получают монополию на какую то экономическую отрасль, что вызывает политические последствия.

Таким образом, политологию религии можно определить как одну из новейших политологических дисциплин, которая изучает влияние религии на политику и политики на религию. Особое внимание уделяется отношениям субъекта политики в узком смысле слова с верой и религиозными сообществами.

## Политические ценности различных религий
Каждая религия содержит тот или иной свод ценностей, правил, догм. В зависимости от этого представители различных конфессий имеют различные взгляды на идеальную политическую доктрину.

### Католицизм
В рамках католической ветви христианства традиционно существовала идея о превосходстве института церковной власти над светской властью. Центральная политическая доктрина католицизма — теория «двух мечей»: Бог даровал именно церкви два меча власти — духовной и светской, а церковь, в свою очередь, передала один из них королю. В рамках этой теории сразу прослеживается идея о верховенстве церковной власти над светской. Такая идеология легла в основу ожесточённой борьбы институтов папской и королевской власти в католических европейских государствах, начиная с эпохи Средневековья. Однако в процессе усиления светской власти теория о двух мечах получила иное прочтение: теперь предполагалось, что мечи власти напрямую дарованы Богом и церкви, и королю, что ставило две эти власти на один уровень. В дальнейшем, с развитием общества, эта доктрина и вовсе утратила свою актуальность.
В Новое и Новейшее время католическая церковь оказала своё влияние на формирование политических партий со специфической идеологической программой, основанной на католицизме, ставших инструментами папства в борьбе за политическое влияние. Свои требования они преподносили через призму религии, активно отстаивали религиозные ценности. Однако сегодня множество христианских партий Европы уже нельзя назвать клерикальными — они просто выступают в консервативном блоке, а защита религиозных ценностей больше не является их центральной целью.

### Протестантизм
Отделившиеся от католицизма протестантские доктрины предлагали абсолютно иной взгляд на идеальное политическое устройство. Одной из центральных идей протестантских учений стала идея о том, что церковь — это лишь посредник между Богом и человеком, что означало утрату ею признаков властного, основанного на иерархии, института. Идеал протестантизма — сообщество равных людей, исповедующих христианскую веру. Таким образом, подобные воззрения способствовали благосклонному отношению протестантов к демократическим моделям государственного устройства.

### Православие
В рамках православной ветви христианства главной идеей в сфере управления государством является идея «симфонии». Это означает сочетание церковной и светской власти, их мирное сосуществование при строгом уважении правил и ценностей первой. Представители восточной доктрины христианства, действительно, не вели активную ярко выраженную политическую борьбу, в отличие от приверженцев западной модели. Возможность сочетания церковной и светской власти появляется в самодержавной монархии, где глава государства — царь — «божий помазанник». Из этой идеи вытекает представление о неограниченной монархии, как об идеальной модели государственного устройства. Так как власть дарована царю Богом, она не может быть ограничена системой сдержек и противовесов, не нуждается в этом. Отстранение православной церкви от политики ярко проявилось в годы большевистской революции в России: несмотря на тот идеал царской власти, который предполагается в православной доктрине, русская православная церковь не вступала в активную политическую борьбу с новой властью. 

### Ислам
В рамках данной религии характерно слияние светской власти и церковной. Идеологические особенности исламского учения предполагают, во-первых, невозможность развития демократической модели управления государством. Это связано с тем, что, согласно исламскому учению, ни один правовой акт, Конституция, не могут ставить права человека и гражданина в качестве высшей ценности, т. к. высшая ценность — сам Бог (Аллах). Кроме того, на этом же основании отвергается возможность равенства и независимости отдельных людей, ведь они все подчиняются Божьей воле, и ни один закон не может это изменить.

## Современное состояние
Политология религии изучается почти на всех факультетах и отделениях политической науки в США. В рамках американского союза политических наук существует секция «Религия и политика».
В Европе таких учебных заведений становится всё больше, а на Балканах и в Восточной Европе изучение политологии религии впервые было введено на факультете политических наук в Белграде в 1993 году. Первый научный журнал, посвященный публикации работ по этой дисциплине, начал издаваться в Белграде в 2007 году. Журнал называется «Политология религии», издает его «Центр изучения религии и религиозной терпимости», главный и ответственный редактор — профессор Миролюб Евтич.